# Aggro Ansage Nr.5
Aggro Ansage Nr.5 – piąta płyta z części składanek wydawanych przez wytwórnię Aggro Berlin. Na płycie można usłyszeć członków Aggro Berlin: Tony D, G-Hot, Fler, Sido, B-Tight (Die Sekte), oraz gości: Frauenarzt, MC Bogy, Bass Sultan Hengzt, Alpa Gun, Harris, Shizoe. Album promował utwory Agrro Berlin Zeit, oraz Wahlkampf. Płyta została wydana w dwóch wersjach: zwykłej i premium. W 2006 roku doszło do reedycji płyty pod nazwą Aggro Ansage Nr.5X.

## Aggro Ansage Nr.5
1. Aggro Anklage Intro – 1:21
2. B-Tight, Tony D & G-Hot – Agrro Berlin Zeit – 4:45
3. Gegenschlag (Skit) – 1:44
4. B-Tight, Fler, Tony D & Sido feat. Frauenarzt – Anklage Nr. 5 – 4:52
5. B-Tight, Tony D & G-Hot – Gesetzlos – 4:18
6. Fler – Bad Boy – 3:23
7. Fadi Schmeisst Steine (Skit) – 0:22
8. B-Tight & Tony D – Du Hu – 3:45
9. Fadi gegen Bush (Skit) – 0:15
10. Sido & G-Hot – Wahlkampf – 3:53
11. G-Hot – Aggro Star – 3:05
12. Musikgeschäft (Skit) – 0:09
13. A.I.D.S. – Keine Angst – 3:39
14. Fadi auf den Strassen (Skit) – 0:36
15. B-Tight feat. MC Bogy – Ghettoleute – 4:01
16. Fler feat. Bass Sultan Hengzt – Schlampe – 3:49
17. Atze und Matze (Skit) – 0:21
18. B-Tight, Tony D & G-Hot – Benzin – 3:39
19. Die Sekte – Das ist Krieg – 4:25
20. Streitaxt (Skit) – 0:16
21. Tony D – Tony Damager – 3:14
22. Alpa Gun – Alpa für Westberlin – 3:42
23. Fadis Traumstadt (Skit) – 0:27
24. B-Tight & Fler feat. Harris – Wir Pimpen – 4:28
25. Sido feat. Shizoe – Ein Schritt voraus – 4:04
26. Fadi mit Papier oder ohne (Skit) – 0:25

## Aggro Ansage Nr.5-Premium
1. Atze und Matze Intro – 0:19
2. B-Tight, Tony D, G-Hot, Fler, Sido & Alpa Gun – A.G.G.R.O Teil 5 – 4:23
3. Fler – Identität – 4:08
4. Tonys Block (Skit) – 1:40
5. Tony D feat. Frauenarzt – Blockrandale – 2:33
6. Fler & G-Hot – OK OK – 3:38
7. B-Tight & Tony D – Geh Ab – 3:28
8. B-Tight – Kein zurück – 3:10
9. Deine Lieblingsrapper – Oreno Eisono Rapper – 2:44
10. Fler – Böser Blick – 3:45
11. B-Tight & G-Hot feat. MC Bogy – Weil alles Gold geht – 4:25

## Aggro Ansage Nr.5X
1. Aggro Anklage Intro – 1:21
2. B-Tight, Tony D & G-Hot – Agrro Berlin Zeit – 4:45
3. Gegenschlag (Skit) – 1:44
4. B-Tight, Fler, Tony D & Sido feat. Frauenarzt – Anklage Nr. 5 – 4:52
5. B-Tight, Tony D & G-Hot – Gesetzlos – 4:18
6. Fler – Bad Boy – 3:23
7. Fadi Schmeisst Steine (Skit) – 0:22
8. B-Tight & Tony D – Du Hu – 3:45
9. Fadi gegen Bush (Skit) – 0:15
10. Sido & G-Hot – Wahlkampf – 3:53
11. G-Hot – Aggro Star – 3:05
12. Musikgeschäft (Skit) – 0:09
13. A.I.D.S. – Keine Angst – 3:39
14. Fadi auf den Strassen (Skit) – 0:36
15. B-Tight feat. MC Bogy – Ghettoleute – 4:01
16. Atze und Matze (Skit) – 0:21
17. B-Tight & G-Hot – Neuer Titel – 3:39
18. Die Sekte – Das ist Krieg – 4:25
19. Streitaxt (Skit) – 0:16
20. Tony D – Tony Damager – 3:14
21. Alpa Gun – Alpa für Westberlin – 3:42
22. Fadis Traumstadt (Skit) – 0:27
23. B-Tight & Fler feat. Harris – Wir Pimpen – 4:28
24. Sido feat. Shizoe – Ein Schritt voraus – 4:04
25. Fadi mit Papier oder ohne (Skit) – 0:25

## Aggro Ansage Nr.5X-Premium
1. Atze und Matze Intro – 0:19
2. B-Tight, Tony D, G-Hot, Fler, Sido & Alpa Gun – A.G.G.R.O Teil 5 – 4:23
3. Fler – Identität – 4:08
4. Tonys Block (Skit) – 1:40
5. Tony D feat. Frauenarzt – Blockrandale – 2:33
6. Fler & G-Hot – OK OK – 3:38
7. B-Tight & Tony D – Geh Ab – 3:28
8. B-Tight – Kein zurück – 3:10
9. Deine Lieblingsrapper – Oreno Eisono Rapper – 2:44
10. Fler – Böser Blick – 3:45
11. B-Tight & G-Hot feat. MC Bogy – Weil alles Gold geht – 4:25